# Mahdi
Mahdi — шпионская программа, впервые обнаруженная в 2012 году израильской компанией Seculert. Она получила своё название в связи с названиями создаваемых ею файлов и, скорее всего, была сделана в Израиле или в Иране. Самая первая версия вируса была написана в декабре 2011 года. Вирус атаковал преимущественно фирмы на Среднем Востоке, чаще всего — иранские и израильские. Из 800 атакованных устройств 387 были расположены в Иране, 54 в Израиле. Как сообщается на одном израильском сайте, через вложение Microsoft PowerPoint некому вирусу удалось заразить Банк Апоалим — один из крупнейших банков Израиля. Хотя не сообщается, что это конкретно был за вирус, его принцип действия был очень похож на Mahdi.

## Схема работы вируса
Mahdi распространяется по электронной почте, рассылая фишинговые письма, содержащие вложения Microsoft Word. В документах содержалась статья The Daily Beast, опубликованная в ноябре 2011 года, в которой обсуждался план Израиля по выведению из строя сотовую связь, электросети и Интернет в Иране. При скачивании вложения на устройство скачивается бэкдор, который связывается с командным сервером, с которых скачиваются другие компоненты вируса. Целый вирус связывается с как минимум пятью серверами, один из серверов расположен в Тегеране, остальные 4 в различных точках Канады. Вирус крадёт информацию делая снимки экрана, записывая аудио и нажатия клавиш. Он также очищает документы Word, .PDF-файлы и файлы Excel.
Позже были найдены другие версии вируса, распространяющиеся с помощью вложений PDF и Microsoft PowerPoint, содержащие изображения с религиозными темами или красивыми природными местами.